# Szaláhádín Hmíd
Szaláhádín Hmíd (arabul: صلاح‌الدین حمید); 1961. szeptember 1. –) marokkói válogatott labdarúgókapus.

## Pályafutása

### Klubcsapatban
1983 és 1989 között a FAR Rabat játékosa volt, melynek tagjaként 1984-ben, 1987-ben és 1989-ben megnyerte a marokkói bajnokságot. 1985-ben a CAF-bajnokcsaptok-Afrika-kupája serlegét is elhódította csapatával.

### A válogatottban
1984 és 1987 között szerepelt a marokkói válogatottban. Tagja volt az 1984. évi nyári olimpiai játékokon szereplő válogatott keretének. Részt vett az 1986-os afrikai nemzetek kupáján és az 1986-os világbajnokságon.

## Sikerei, díjai
FAR Rabat
- Marokkói bajnok (3): 1983–84, 1986–87, 1988–89
- CAF-bajnokcsaptok-Afrika-kupája győztes (1): 1985
- Afro-ázsiai klubok kupája győztes (1): 1986